# Saint-Julien-du-Pinet
Saint-Julien-du-Pinet ist eine französische Gemeinde mit 487 Einwohnern (Stand: 1. Januar 2022) im Département Haute-Loire in der Region Auvergne-Rhône-Alpes. Sie gehört zum Arrondissement Yssingeaux und zum Kanton Yssingeaux.

## Geographie
Saint-Julien-du-Pinet liegt im Velay, einer Landschaft im französischen Zentralmassiv, etwa 17 Kilometer nordöstlich von Le Puy-en-Velay. Umgeben wird Saint-Julien-du-Pinet von den Nachbargemeinden Retournac im Norden, Beaux im Nordosten, Yssingeaux im Osten, Bessamorel im Osten und Südosten, Le Pertuis im Süden, Rosières im Westen und Südwesten sowie Mézères im Westen und Nordwesten.

## Bevölkerungsentwicklung
| Jahr                       | 1962 | 1968 | 1975 | 1982 | 1990 | 1999 | 2006 | 2017 |
| Einwohner                  | 474  | 437  | 336  | 301  | 301  | 345  | 422  | 471  |
| Quellen: Cassini und INSEE |      |      |      |      |      |      |      |      |

## Sehenswürdigkeiten
- romanische Kirche aus dem 12. Jahrhundert
- Kapelle Notre-Dame im Ortsteil Glavenas
- Schloss Vaux mit Donjon aus dem 14. Jahrhundert
- Mühle

## Persönlichkeiten
- Noël de Jourda, comte de Vaux (1705–1788), Marschall Frankreichs

## Weblinks

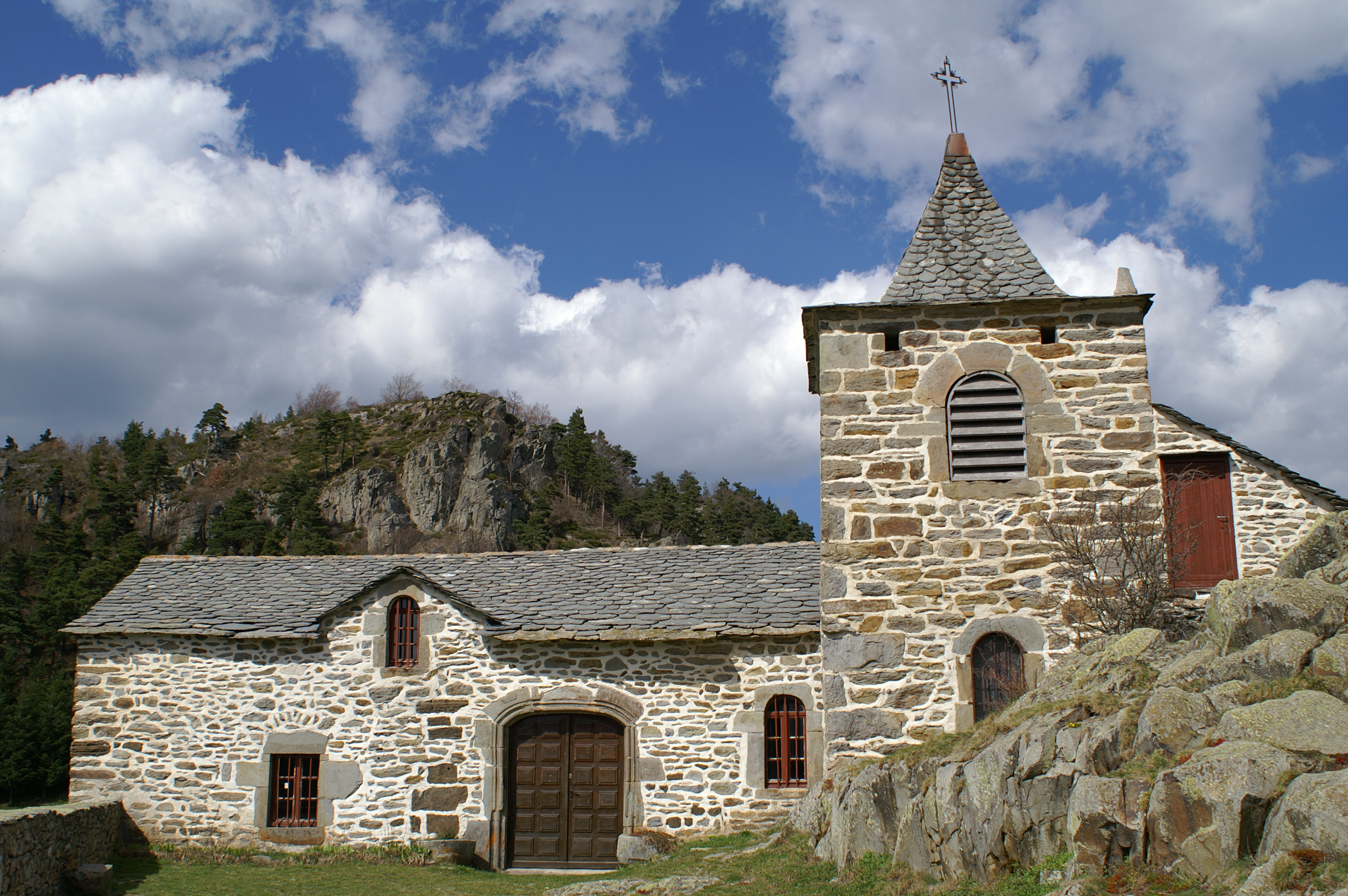
Kapelle Notre-Dame im Ortsteil Glavenas